# Олтарна преграда
Олтарна преграда в църковната архитектура се нарича мястото, което отделя наоса от апсидата, в която се намират Светата Трапеза и седалищата на презвитерите и епископа. Появява се през IV в.
Перградата може да е изградена от мраморни или от дървени колонки и плочи. Входната врата на тази преграда се нарича „свети двери“. Преобразуването на олтарната преграда в иконостас става след преодоляването на иконоборската криза през IX в.